# Zeria rhodesiana
Zeria rhodesiana es una especie de arácnido  del orden Solifugae de la familia Solpugidae.

## Distribución geográfica
Se encuentra en Tanzania y Zimbabue.